# فهرست کشورهای تولیدکننده اکسید آلومینیوم

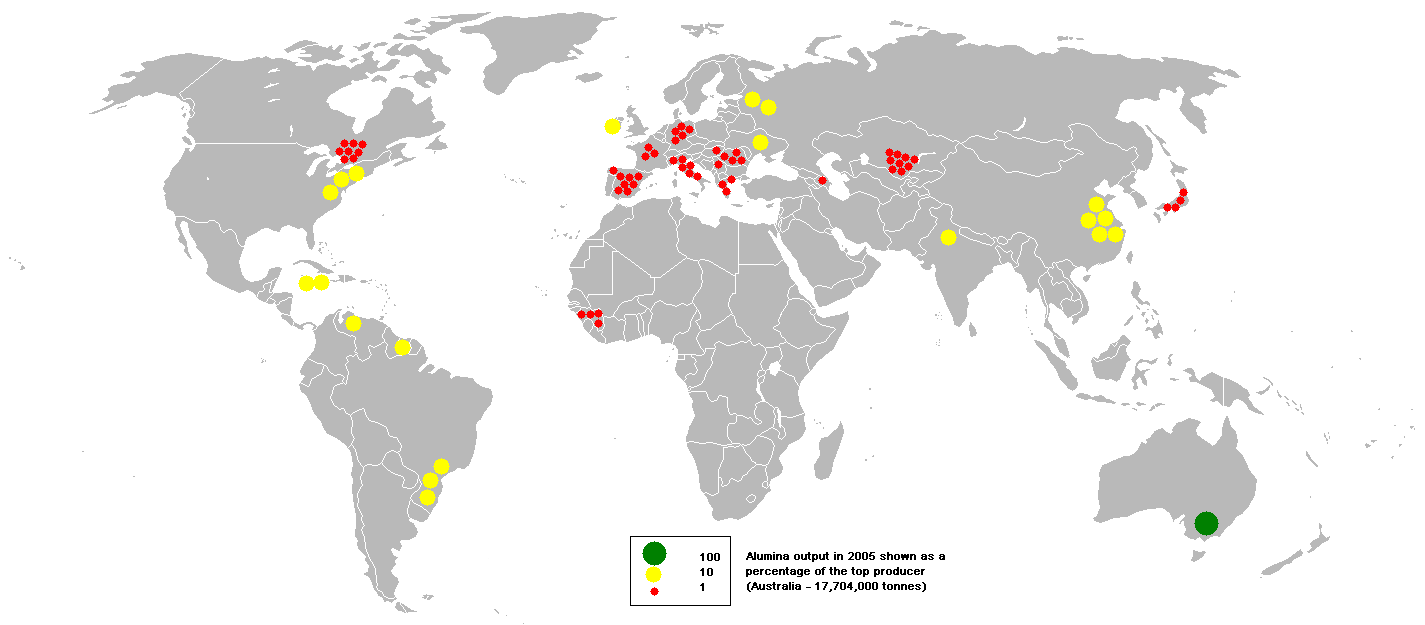
تولید آلومینا در سال ۲۰۰۵

اکسید آلومینیوم با فرمول شیمیایی Al2O۳ است. همچنین معمولاً به عنوان آلومینا در معادن، سرامیک و مصالح کاربرد دارد و توسط فرایند بایر از بوکسیت تهیه می‌شود. مهم‌ترین استفاده آن در تولید فلز آلومینیوم است. هر چند از ان به عنوان یک ساینده به دلیل سختی آن و به عنوان ماده نسوز به دلیل نقطه ذوب بالا استفاده می‌شود.

## فهرست کشورهای تولیدکننده
این فهرست کشورهای تولیدکننده اکسید آلومینیوم بر اساس بررسی «زمین‌شناسی بریتانیا» در ژوئن ۲۰۰۸ منتشر شده‌است.
| رتبه | کشور             | تولید اکسید آلومینیوم (تن) |
| ---- | ---------------- | -------------------------- |
|      | جهان             | ۷۲٬۲۰۰٬۰۰۰                 |
| ۱    | استرالیا         | ۱۸٬۳۱۲٬۰۰۰                 |
| ۲    | چین              | ۱۳٬۶۹۶٬۰۰۰                 |
| ۳    | برزیل            | ۶٬۷۲۰٬۲۰۰                  |
| ۴    | ایالات متحده     | ۵٬۰۱۲٬۰۰۰                  |
| ۵    | جامائیکا         | ۴٬۰۹۹٬۵۴۸                  |
| ۶    | روسیه            | ۳٬۲۶۵٬۲۵۰                  |
| ۷    | هندوستان         | ۳٬۰۸۰٬۰۰۰                  |
| ۸    | سورینام          | ۲٬۱۵۱٬۱۴۸                  |
| ۹    | ونزوئلا          | ۱٬۹۲۰٬۰۰۰                  |
| ۱۰   | ایرلند           | ۱٬۸۰۰٬۰۰۰                  |
| ۱۱   | اوکراین          | ۱٬۶۷۱٬۶۲۰                  |
| ۱۲   | قزاقستان         | ۱٬۵۱۴٬۵۰۹                  |
| ۱۳   | کانادا           | ۱٬۴۷۶٬۹۵۹                  |
| ۱۴   | اسپانیا          | ۱٬۴۰۰٬۰۰۰                  |
| ۱۵   | اسپانیا          | ۱٬۰۹۰٬۰۰۰                  |
| ۱۶   | المان            | ۸۳۰٬۰۰۰                    |
| ۱۷   | ژاپن             | ۷۸۰٬۰۰۰                    |
| ۱۸   | رومانی           | ۶۲۱٬۹۷۳                    |
| ۱۹   | گینه             | ۵۵۵٬۰۰۰                    |
| ۲۰   | یونان            | ۵۱۰٬۰۰۰                    |
| ۲۱   | فرانسه           | ۵۰۰٬۰۰۰                    |
| ۲۲   | جمهوری آذربایجان | ۳۵۲٬۶۶۵                    |
| ۲۳   | مجارستان         | ۳۰۰٬۰۰۰                    |
| ۲۴   | مونته نگرو       | ۲۳۶٬۷۴۰                    |
| ۲۵   | ترکیه            | ۱۴۰٬۰۸۹                    |
| ۲۶   | ایران            | ۱۳۰٬۰۰۰                    |